# Hans-Rainer John
Hans-Rainer John (* 7. August 1931 in Dresden) ist ein deutscher Theaterwissenschaftler.

## Leben

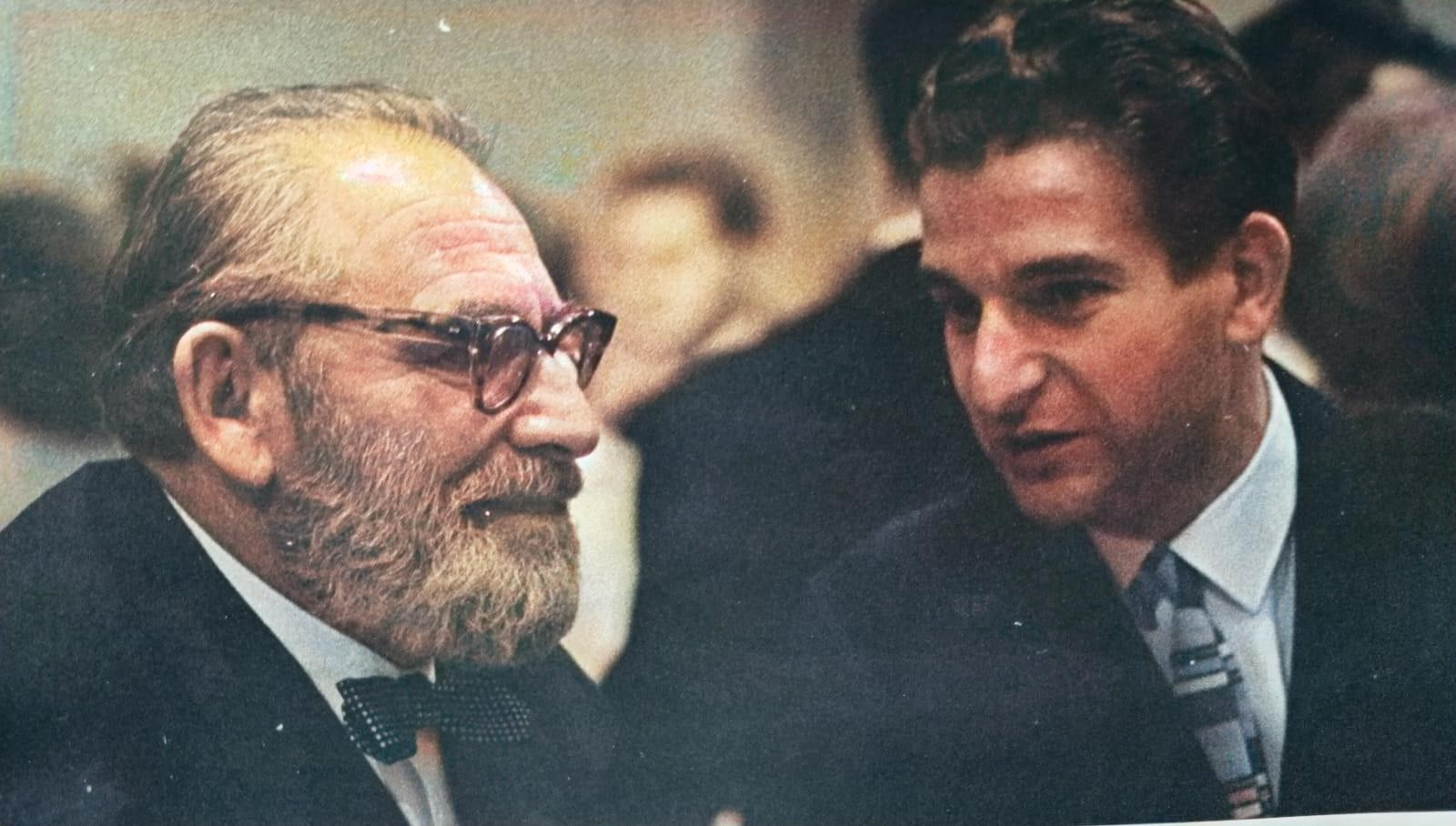
Mit Prof. Wolfgang Heinz (li.) 1966

Hans-Rainer John ist der zweite Sohn eines leitenden Verwaltungsangestellten im Großhandel. Nach dem Besuch der Volksschule und des König-Georg-Gymnasium in Dresden, war er von 1949 bis 1951 Sekretär der Deutschen Volksbühne Dresden. 1951-1952 Dramaturg des "Jungen Ensembles Weimar". 1952-1958 Dramaturg des Maxim-Gorki-Theaters Berlin. John studierte von 1954 bis 1956 an der Theaterhochschule Leipzig und legte 1957 das Staatsexamen und Diplom (Theater- und Literaturwissenschaft, Operndramaturgie) ab. Von 1958 bis 1961 war er Leiter der Theaterabteilung im Ministerium der Kultur und danach bis 1962 Chefredakteur von "Theater der Zeit" und "Theaterdienst". 1962 wurde John Chefdramaturg der Volksbühne Berlin und ab 1963 Mitglied des Zentralvorstandes der Gewerkschaft Kunst. Von 1963 bis 1970 war er als stellvertretender Intendant und Chefdramaturg des Deutschen Theaters und der Kammerspiele Berlin tätig. Von 1970 bis 1974 war John gewählter Sekretär des Verbandes der Theaterschaffenden. Von 1974 bis 1990 stand John erneut der Theaterfachzeitschrift "Theater der Zeit" als Chefredakteur vor und war Theaterrezensent beim Berliner Rundfunk ("Atelier und Bühne"). Bis 1990 war er Sekretär des Verbandes der Theaterschaffenden der DDR. 1992 bis 2001 Theaterhistoriker (Publikationen und Vorträge im Luisenstädtischen Bildungsverein) und Literaturkritiker ("Berliner Lese-Zeichen").

## Politik
Hans-Rainer John war von 1947 bis 1949 Mitglied der FDJ und trat 1949 in den FDGB, wurde 1952 Mitglied des Deutschen Kulturbunds (seit 1963 Mitglied des Vorstands) ein. 1956 wurde er Mitglied der SED. Er war von 1963 bis 1971 von Kulturbund delegierter "Berliner Vertreter in der Volkskammer der DDR" (ohne Wahl, Mandat und Stimmrecht lt. Viermächteabkommen).

## Auszeichnungen
- Medaille für ausgezeichnete Leistungen
- Verdienstmedaille der DDR
- Banner der Arbeit
- Vaterländischer Verdienstorden